# Кубок Мітропи 1940
Кубок Мітропи 1940 — чотирнадцятий розіграш кубка Мітропи. У ньому брали участь вісім команд з Угорщини, Югославії і Румунії. У порівнянні з попереднім роком, не було представників Італії і Чехословаччини.
Розіграш лишився незавершеним у зв'язку з подіями Другої світової війни. До фіналу змагань дійшли команди «Ференцварош» (Будапешт) і «Рапід» (Бухарест), але фінальні матчі не відбулися.

## Чвертьфінали
| Команда 1           | Заг. | Команда 2        | 1-й матч | 2-й матч |
| ------------------- | ---- | ---------------- | -------- | -------- |
| Хунгарія            | 1:5  | Рапід (Бухарест) | 1:2      | 0:3      |
| БСК (Белград)       | 4:0  | Венус (Бухарест) | 3:0      | 1:0      |
| Славія (Сараєво)    | 4:11 | Ференцварош      | 3:0      | 1:11     |
| Граджянскі (Загреб) | 5:0  | Уйпешт           | 4:0      | 1:0      |

### Перші матчі
| 17 червня 1940 | Хунгарія  | 1:2        | Рапід (Бухарест) | Будапешт                                                    |  |
| 17:35 CET | Відор 16' | (протокол) | Шипош 27' 76'    | Стадіон: Іллеї ут Глядачі: 15 000 Суддя: Міленко Подубський |  |
| «Хунгарія»: Анталь Сабо, Карой Кіш, Шандор Біро, Фрідьєш Недьеші, Йожеф Турай, Янош Дудаш, Берталан Бекі, Йожеф Відор, Іштван Кардош, Гайнріх Мюллер, Паль Тіткош, тренер: Імре Шенкей «Рапід»: Петре Редулеску, Йосиф Сливець, Йосиф Ленгеріу, Вінтіле Коссіні, Георге Решинару, Йоакім Молдовяну, Вільмош Шипош, Йоан Ветцер, Юліу Бараткі, Дан Гаврилеску, Йон Богдан, тренер: Іштван Авар |           |            |                  |                                                             |  |

| 18 червня 1940 | БСК (Белград)                          | 3:0 | Венус (Бухарест) | Белград                                        |  |
| | Валяревич 12' Николич 18' Глишович 64' |     |                  | Стадіон: БСК Глядачі: 4000 Суддя: Йожеф Уйварі |  |
| БСК: Срджян Мркушич, Джордже Стоїлькович, Ернест Дубац, Петар Манола, Првослав Драгичевич, Густав Лехнер, Светислав Глишович, Джордже Вуядинович, Воїн Божович, Светислав Валяревич, Милорад Николич, тренер: Светозар Попович Венус: Мірча Давид, Лазер Сфера, Александру Негреску, Рудольф Деметрович, Густав Юхас, Йон Лупаш, Ніколае Єне, Сілвіу Плоештяну, Юліу Бодола, Костас Хуміс, Траян Йордаке, тренер: Бела Яноші |                                        |     |                  |                                                |  |

| 19 червня 1940 | Славія (Сараєво)          | 3:0        | Ференцварош | Сараєво                                            |  |
| | Шаліпур 9' Райлич 36' 65' | (протокол) |             | Стадіон: Славія Глядачі: 10 000 Суддя: Еміл Кронер |  |
| «Славія»: Милєнко Крстулович, Славко Загорац, Здравко Павлич, Воїслав Мар'янович, Іван Главочевич, Воїслав Петкович, Воїслав Видович, Бранко Шаліпур, Милан Райлич, Предраг Джаїч, Велислав Лазаревич, тренер: Вільмош Вільгейм «Ференцварош»: Дьюла Чікош, Корнель Сойка, Дьюла Польгар, Дьюла Лазар, Бела Шароші, Бела Поша, Міхай Біро, Дьюла Кішш, Іштван Кісеї, Карой Береньї, Ласло Дьєтваї, тренер: Лайош Дімень |                           |            |             |                                                    |  |

| 19 червня 1940 | Граджянскі (Загреб)               | 4:0        | Уйпешт | Загреб                                             |  |
| | Цимерманчич 2' 69' Жалант 74' 90' | (протокол) |        | Стадіон: Граджянски Глядачі: 5000 Суддя: Редулеску |  |
| «Граджянскі»: Еміл Урх, Мирослав Брозович, Іван Белошевич, Светозар Джанич, Іван Язбиншек, Мирко Кокотович, Звонимир Цимерманчич, Франьо Велфл, Август Лешник, Милан Антолкович, Драго Жалант, тренер: Мартон Букові «Уйпешт»: Ференц Сіклаї, Дьюла Футо, Петер Йоош, Анталь Салаї, Янош Темеш, Іштван Балог, Геза Кочиш, Єне Вінце, Дьордь Сюч, Дьюла Женгеллер, Матяш Тот, тренер: Іштван Месарош |                                   |            |        |                                                    |  |

### Матчі-відповіді
| 22 червня 1940 | Уйпешт | 0:1        | Граджянскі (Загреб) | Будапешт                                                    |  |
| |        | (протокол) | Лешник 61'          | Стадіон: Медьєрі ут Глядачі: 8000 Суддя: Константін Ілієску |  |
| «Уйпешт»: Ференц Сіклаї, Дьюла Футо, Єне Фекете, Анталь Салаї, Янош Темеш, Іштван Балог, Шандор Адам, Єне Вінце, Дьюла Женгеллер, Ліпот Каллаї, Геза Кочиш, тренер: Іштван Месарош «Граджянскі»: Еміл Урх, Мирослав Брозович, Іван Белошевич, Светозар Джанич, Іван Язбиншек, Мирко Кокотович, Звонимир Цимерманчич, Франьо Велфл, Август Лешник, Милан Антолкович, Драго Жалант, тренер: Мартон Букові |        |            |                     |                                                             |  |

| 23 червня 1940 | Ференцварош                                                               | 11:1       | Славія (Сараєво) | Будапешт                                             |  |
| | Шароші 5' 54' 57' 77' 80' Кішш 21' Фінта 24' 30' Дьєтваї 36' Біро 63' 83' | (протокол) | Бобетич 72'      | Стадіон: ІллеЇ ут Глядачі: 10 000 Суддя: Йон Чауряну |  |
| «Ференцварош»: Дьюла Чікош, Корнель Сойка, Дьюла Польгар, Дьюла Лазар, Бела Шароші, Бела Поша, Міхай Біро, Дьюла Кішш, Дьордь Шароші, Карой Фінта, Ласло Дьєтваї, тренер: Лайош Дімень «Славія»: Милєнко Крстулович, Славко Загорац, Здравко Павлич, Воїслав Мар'янович, Іван Главочевич, Воїслав Петкович, Воїслав Видович, Анто Бобетич, Милан Райлич, Предраг Джаїч, Бранко Шаліпур, тренер: Вільмош Вільгейм |                                                                           |            |                  |                                                      |  |

| 24 червня 1940 | Рапід (Бухарест)                 | 3:0        | Хунгарія | Бухарест                                           |  |
| | Шипош 40' Богдан 43' Бараткі 72' | (протокол) |          | Стадіон: АНЕФ Глядачі: 30 000 Суддя: Франьо Базант |  |
| «Рапід»: Петре Редулеску, Йосиф Сливець, Йосиф Ленгеріу, Вінтіле Коссіні, Георге Решинару, Йоакім Молдовяну, Вілім Шипош, Йоан Ветцер, Іштван Авар, Юліу Бараткі, Йон Богдан, тренер: Іштван Авар «Хунгарія»: Анталь Сабо, Карой Кіш, Шандор Біро, Фрідьєш Недьєші, Густав Шебеш, Янош Дудаш, Берталан Бекі, Йожеф Відор, Єне Кальмар, Гайнріх Мюллер, Геза Сабо, тренер: Імре Шенкей |                                  |            |          |                                                    |  |

| 24 червня 1940 | Венус (Бухарест) | 0:1 | БСК (Белград) | Бухарест                                              |  |
| |                  |     | Божович 15'   | Стадіон: Арена Венус Глядачі: 10 000 Суддя: Ерне Кішш |  |
| «Венус»: Мірча Давид, Лазер Сфера, Александру Негреску, Рудольф Деметрович, Густав Юхас, Йон Лупаш, Корнел Орза, Сілвіу Плоештяну, Костас Хуміс, Петре Вилков, Траян Йордаке, тренер: Бела Яноші БСК: Срджян Мркушич, Джордже Стоїлькович, Ернест Дубац, Петар Манола, Првослав Драгичевич, Густав Лехнер, Светислав Глишович, Светислав Валяревич, Воїн Божович, Джордже Вуядинович, Милорад Николич, тренер: Светозар Попович |                  |     |               |                                                       |  |

## Півфінали
| Команда 1           | Заг. | Команда 2        | 1-й матч | 2-й матч |
| ------------------- | ---- | ---------------- | -------- | -------- |
| БСК (Белград)       | 1:2  | Ференцварош      | 1:0      | 0:2      |
| Граджянскі (Загреб) | 1:1  | Рапід (Бухарест) | 0:0      | 0:0      |

### Перші матчі
| 30 червня 1940 | БСК (Белград) | 1:0        | Ференцварош | Белград                                           |  |
| 17:30 CET | Глишович 32'  | (протокол) |             | Стадіон: БСК Глядачі: 10 000 Суддя: Франьо Базант |  |
| Срджян Мркушич, Джордже Стоїлькович, Ернест Дубац, Петар Манола, Првослав Драгичевич, Густав Лехнер, Светислав Глишович, Светислав Валяревич, Воїн Божович, Джордже Вуядинович, Милорад Николич Дьюла Чікош, Корнель Сойка, Бела Поша, Дьюла Лазар, Дьюла Польгар, Бела Шароші, Міхай Біро, Дьюла Кішш, Карой Фінта, Іштван Кісеї, Ласло Дьєтваї |               |            |             |                                                   |  |

| 30 червня 1940 | Граджянскі (Загреб) | 0:0        | Рапід (Бухарест) | Загреб                                               |  |
| |                     | (протокол) |                  | Стадіон: Граджянскі Глядачі: 10 000 Суддя: Ерне Кішш |  |
| «Граджанскі»: Еміл Урх, Мирослав Брозович, Іван Белошевич, Светозар Джанич, Іван Язбіншек, Мирко Кокотович, Звонимир Цимерманчич, Франьо Велфл, Август Лешник, Милан Антолкович, Флоріян Матекало «Рапід»: Петре Редулеску, Йосиф Сливець, Йосиф Ленгеріу, Вінтіле Коссіні, Георге Решинару, Йоакім Молодовяну, Йон Богдан, Франчиск Сімко, Юліу Бараткі, Дан Гаврілеску, Іштван Авар, тренер: Іштван Авар |                     |            |                  |                                                      |  |

### Матчі-відповіді
| 7 липня 1940 | Ференцварош          | 2:0        | БСК (Белград) | Будапешт                                            |  |
| | Шароші 65' Лазар 72' | (протокол) |               | Стадіон: Іллеї ут Глядачі: 12 000 Суддя: Адольф М1с |  |
| «Ференцварош»: Дьюла Чікош, Корнель Сойка, Бела Поша, Бела Шароші, Дьюла Польгар, Дьюла Лазар, Міхай Біро, Дьюла Кішш, Карой Фінта, Дьордь Шароші, Ласло Дьєтваї БСК: Срджян Мркушич, Джордже Стоїлькович, Ернест Дубац, Петар Манола, Првослав Драгичевич, Густав Лехнер, Светислав Глишович, Светислав Валяревич, Воїн Божович, Джордже Вуядинович, Милорад Николич |                      |            |               |                                                     |  |

| 7 липня 1940 | Рапід (Бухарест) | 0:0        | Граджянскі (Загреб) | Бухарест                                            |  |
| |                  | (протокол) |                     | Стадіон: АНЕФ Глядачі: 12 000 Суддя: Тодор Атанасов |  |
| «Рапід»: Петре Редулеску, Йосиф Сливець, Йосиф Ленгеріу, Вінтіле Коссіні, Георге Решинару, Йоакім Молодовяну, Вільмош Шипош, Франчиск Сімко, Юліу Бараткі, Іштван Авар, Йон Богдан, тренер: Іштван Авар «Граджанскі»: Еміл Урх, Мирослав Брозович, Іван Белошевич, Светозар Джанич, Іван Язбіншек, Мирко Кокотович, Бранко Плеше, Звонимир Цимерманчич, Франьо Велфл, Милан Антолкович, Флоріян Матекало |                  |            |                     |                                                     |  |

### Плей-офф
| 10 липня 1940 | Граджянскі (Загреб) | 1:1        | Рапід (Бухарест) | Суботиця                                            |  |
| | Цимерманчич 1'      | (протокол) | Богдан 14'       | Стадіон: Бачка Глядачі: 6000 Суддя: Кальман Тіхмері |  |
| «Граджанскі»: Еміл Урх, Мирослав Брозович, Іван Белошевич, Светозар Джанич, Іван Язбіншек, Мирко Кокотович, Бранко Плеше, Звонимир Цимерманчич, Франьо Велфл, Милан Антолкович, Флоріян Матекало «Рапід»: Петре Редулеску, Йосиф Сливець, Йосиф Ленгеріу, Йон Костя, Йоан Ветцер, Йоакім Молодовяну, Раду Флоріан, Франчиск Сімко, Юліу Бараткі, Дан Гаврілеску, Йон Богдан, тренер: Іштван Авар |                     |            |                  |                                                     |  |

## Фінал
| Команда 1   | Заг. | Команда 2        | 1-й матч | 2-й матч |
| ----------- | ---- | ---------------- | -------- | -------- |
| Ференцварош | —    | Рапід (Бухарест) | —        | —        |

Відповідно до початкового розкладу турніру, фінальні матчі мали бути зіграні в липні 1940 року, проте їх проведення виявилося неможливим через погіршення політичної ситуації на тлі подій Другої світової війни. Відбулось критичне погіршання взаємовідносин між країнами внаслідок вимушеної передачі Румунією під тиском нацистської Німеччини Північної Трансільванії до складу Угорщини.

## Найкращі бомбардири
| № | Гравець              | Команда             | Голи |
| - | -------------------- | ------------------- | ---- |
| 1 | Дьордь Шароші        | Ференцварош         | 6    |
| 2 | Вілім Шипош          | Рапід (Бухарест)    | 3    |
| = | Звонимир Цимерманчич | Граджянскі (Загреб) | 3    |
| = | Карой Фінта          | Ференцварош         | 3    |